# باغ سرخ (شهرضا)
باغ سرخ هي قرية في مقاطعة شهرضا، إيران. يقدر عدد سكانها بـ 63 نسمة بحسب إحصاء 2016.